# Popielów (Opole)
Popielów [pɔˈpjɛluf] (en allemand Alt Poppelau) est un village situé dans le powiat d'Opole (district), dans la voïvodie d'Opole au sud-ouest de la Pologne. 
Il est le siège de la gmina (commune) appelée Gmina Popielów.
Il se situe approximativement à 23 km au nord-ouest de la capitale régionale Opole.
Avant 1945, la zone faisait partie de l'Allemagne (voir Territoires échangés de la Pologne après la Seconde Guerre mondiale).
Le village possède  en 2004 une population de 2 400 habitants.

## Relations internationales

### Jumelages
- Bad Wurzach (Allemagne)
- Rüdersdorf bei Berlin (Allemagne)